# خالد أرغنتش
خالد أرغنتش (بالتركية: Halit Ergenç)‏ ممثل تركي، ولد في إسطنبول، انهى دراسته الجامعية في تخصص العلوم البحرية عام 1989 في نفس العام دخل المجال الفني من خلال تخصص الأوبرا والبالية وقدم اعمالا لاقت نجاحا لاحقا قدم عدد من الأفلام والمسلسلات التلفزيونية. اشتهر في الوطن العربي بعد عرض مسلسل «ويبقى الحب» حيث قام بدور أنور، ومسلسل «عليا» وشارك سونغول اودين «نور» وكانسو ديري «سيلا» بطولة فيلم «العشق المر» الذي عرض على القنوات العربية. هاليت متزوج من الفنانة التركية بيرغوزار كوريل التي تعرف عليها في تصوير مسلسل «ويبقى الحب». وقد عرض له في تركيا المسلسل الذي لاقى العديد من النقد والنجاح «القرن العظيم» الذي يقوم بدور السلطان سليمان القانوني. في المسلسل التركي حريم السلطان. أما حاليا يعرض له مسلسل«أنت وطني» ويقوم بدور الجنرال جودت وتشاركة البطولة زوجته الممثلة بيرجوزار كوريل حيث تقوم بدور الممرضة عزيزة.

## أعماله
- زيردا ( مسلسل)
- أنت وطني (مسلسل)
- حريم السلطان (مسلسل)
- علياء (مسلسل)
- نار الحب (فيلم)
- ويبقى الحب (مسلسل)
- اسطنبول الحمراء (فيلم)
- كازبلانكا: 2019
- إعلان مجموعة زين للإتصالات 2014
- بابل (مسلسل)2020

## روابط خارجية
- خالد أرغنتش على موقع IMDb (الإنجليزية)
- خالد أرغنتش على موقع قاعدة بيانات الأفلام العربية
- خالد أرغنتش على موقع ألو سيني (الفرنسية)
- خالد أرغنتش على موقع ميوزك برينز (الإنجليزية)
- خالد أرغنتش على موقع أول موفي (الإنجليزية)
- خالد أرغنتش على موقع قاعدة بيانات الفيلم (الإنجليزية)
- خالد أرغنتش على موقع كينوبويسك (الروسية)